# Ashley Hutchings
Ashley Hutchings, född 26 januari 1945 i Southgate, London, är en brittisk basist och kompositör. 
Han var 1967 med och startade Fairport Convention, men lämnade gruppen 1970 för att starta Steeleye Span. Under 1970-talet startade han sedan Albion Country Band, först som kompband på dåvarande hustrun Shirley Collins skiva No Roses, sedan som permanent grupp. Gruppen bytte namn till Albion Dance Band, för att senare bli Albion Band, en grupp som levt sig igenom otaliga medlemsbyten. År 2004 bildade han gruppen Rainbow Chasers.
Hutchings har också varit med om att skapa teatermusik, främst trilogin Lark Rise to Candleford för National Theatre i London.
Hutchings har även populariserat den traditionella engelska Morris Dance, först genom skivan Morris On, som fått tre uppföljare, Son of Morris On, Grandson of Morris och Great Grandson of Morris On. Under 1970- och 1980-talen gjorde han också en rad temaskivor, bland annat The Compleat Dancing Master och Rattlebone & Ploughjack. Dessa blandar talade passager med musik.